# Сборная Словении по футболу
Сборная Словении по футболу (словен. Slovenska nogometna reprezentanca) — представляет Словению на международных футбольных соревнованиях. Ведёт свою историю с 1991 года, когда Словения вышла из состава Союзной Югославии. До этого местные игроки выступали за сборную Югославии. Футбольный союз Словении (словен. Nogometna zveza Slovenije) основан в 1920 году. Член ФИФА и УЕФА с 1992 года.
По состоянию на 4 апреля 2024 года сборная в рейтинге ФИФА занимает 57-е место.

## История
Первые официальные игры Словения провела в рамках квалификационного турнира к чемпионату Европы 1996 года. Тогда команда заняла пятое из шести мест, хотя начала с ничьей с сильной итальянской сборной, действующим вице-чемпионом мира. Следующий отборочный цикл к чемпионату мира 1998 года для сборной закончился и вовсе удручающе: в 8 матчах была зафиксирована только одна ничья с Хорватией, остальные встречи были проиграны.
Наиболее успешно команда выступала в начале 2000-х годов. В отборочной группе Евро-2000 было занято второе место, которое позволило сыграть в стыковых матчах с Украиной, которая была неожиданно переиграна с общим счётом по сумме двух игр 3:2. В финальном турнире, дважды сыграв вничью с югославами (3:3) и норвежцами (0:0) и проиграв испанцам (1:2), словенцы оказались на последнем месте в группе. Затем команда добилась своего главного достижения: отобралась на чемпионат мира 2002 года. В отборочном турнире команде вновь пришлось играть стыковые матчи, на этот раз с Румынией (2:1, 1:1). В Корее, где проходили матчи группы B, словенцы проиграли все три матча: 1:3 — испанцам и парагвайцам и 0:1 — южноафриканцам.
В рамках последующего отбора к чемпионату Европы 2004 года Словения потерпела своё самое крупное поражение (0:5 от Франции), однако смогла стать второй после неё в группе, но в стыковых играх уступила Хорватии (1:1 и 0:1). Не пройдя отбор на чемпионат мира 2006 года, команда смогла нанести единственное поражение в этой кампании будущему чемпиону — Италии. Неудача постигла её и в отборе к чемпионату Европы 2008 года: сборная финишировала шестой из семи команд группы.
В рамках отбора к чемпионату мира по футболу 2010 года в ЮАР сборная Словении заняла второе место в группе, уступив словакам. В стыковых матчах она сыграла в гостях со сборной России и проиграла со счётом 1:2, а затем на своём поле в скандальном матче словенцы победили со счётом 1:0 и вышли на ЧМ-2010 за счёт гола на чужом поле. В финальном турнире, находясь в группе C, сборная сначала обыграла Алжир (1:0), затем сыграла вничью с США (2:2), а в последнем матче с Англией уступила 0:1, заняв третье место в группе.
В отборе к Евро-2012 сборная вновь, как и четыре года назад, выступила неудачно: из 10 матчей сборная выиграла лишь четыре, заняв четвёртое место в группе C. Решающим и не позволившим пробиться в стыковые матчи стало поражение в заключительном матче в гостях от Сербии, к тому времени уже лишившейся шансов на продолжение борьбы.
Не смогла пробиться сборная и на два следующих крупных турнира — чемпионат мира 2014 года и чемпионат Европы 2016. Оба раза в отборочной группе команда занимала третье место, что в последнем случае, в связи с увеличением числа команд в финальной части чемпионата Европы до 24, позволило сыграть в стыковых матчах с Украиной. Украинцы смогли взять реванш за поражение шестнадцатилетней давности на аналогичной стадии: во Львове хозяева выиграли у словенцев со счётом 2:0, а в ответном матче в Мариборе была зафиксирована ничья 1:1.
После того как сборная не смогла выйти и на чемпионат мира 2018 года новым тренером команды был назначен Томаж Кавчич.
Словения впервые вышла в стадию плей-офф на крупных турнирах в рамках участия на Евро-2024, сыграв три ничьи в группе C. Затем, команда Словении проиграла в 1/8 финала сборной Португалии, не забив ни одного мяча ни по ходу игры, ни в серии послематчевых пенальти.

## Статистика выступлений в официальных турнирах

### Чемпионаты Европы
- 1960—1992 — не принимала участие (смотреть сборная Югославии по футболу)
- 1996 — не прошла квалификацию
- 2000 — групповой этап
- 2004 — не прошла квалификацию (стыковые матчи)
- 2008—2012 — не прошла квалификацию
- 2016 — не прошла квалификацию (стыковые матчи)
- 2020 — не прошла квалификацию
- 2024 — 1/8 финала

### Чемпионаты мира
- 1930—1994 — не принимала участие (смотреть сборная Югославии по футболу)
- 1998 — не прошла квалификацию
- 2002 — групповой этап
- 2006 — не прошла квалификацию
- 2010 — групповой этап
- 2014—2022 — не прошла квалификацию

## Лидеры по количеству игр и голов
| Позиция | Игрок             | Матчи | Голы | Период     |
| ------- | ----------------- | ----- | ---- | ---------- |
| 1       | Боштьян Цесар     | 101   | 10   | 2003—2018  |
| 2       | Боян Йокич        | 100   | 1    | 2006—2019  |
| 3       | Ясмин Куртич      | 92    | 2    | 2012—н. в. |
| 4       | Вальтер Бирса     | 90    | 7    | 2006—2018  |
| 5       | Йосип Иличич      | 83    | 17   | 2010—н. в. |
| 6       | Самир Ханданович  | 81    | 0    | 2004—2015  |
| 7—8     | Миливое Новакович | 80    | 32   | 2006—2017  |
| 7—8     | Златко Захович    | 80    | 35   | 1992—2004  |
| 9       | Мишо Бречко       | 77    | 0    | 2004—2015  |
| 10      | Миленко Ачимович  | 74    | 13   | 1998—2007  |
| 10      | Алеш Чех          | 74    | 1    | 1992—2002  |

| Позиция | Игрок             | Голы | Матчи | В ср. | Период     |
| ------- | ----------------- | ---- | ----- | ----- | ---------- |
| 1       | Златко Захович    | 35   | 80    | 0,44  | 1992—2004  |
| 2       | Миливое Новакович | 32   | 80    | 0,40  | 2006—2017  |
| 3       | Йосип Иличич      | 17   | 83    | 0,20  | 2010—н. в. |
| 4       | Сашо Удович       | 16   | 42    | 0,38  | 1993—2000  |
| 5       | Эрмин Шиляк       | 14   | 48    | 0,29  | 1994—2005  |
| 6       | Миленко Ачимович  | 13   | 74    | 0,18  | 1998—2007  |
| 7       | Андраж Шпорар     | 12   | 56    | 0,21  | 2016—н. в. |
| 8—9     | Беньямин Шешко    | 11   | 33    | 0,33  | 2021—н. в. |
| 8—9     | Тим Матавж        | 11   | 39    | 0,28  | 2010—2020  |
| 10      | Примож Глиха      | 10   | 28    | 0,36  | 1992—1998  |
| 10      | Боштьян Цесар     | 10   | 101   | 0,10  | 2003—2018  |

## Форма
Традиционные цвета словенской сборной — белый и зелёный (или синий).

### Спонсоры экипировки
В прошлом спонсорами экипировки были компании Puma, Adidas, Uhlsport, и Kappa. С 1 января 2007 года спонсором является компания Nike.
| Спонсор  | Время      |
| -------- | ---------- |
| Adidas   | 1992—1993  |
| Puma     | 1993—1997  |
| Adidas   | 1997—2000  |
| Uhlsport | 2001—2003  |
| Kappa    | 2003—2006  |
| Nike     | 2007—н. в. |

#### Домашняя
| 1991—1992 | 1992—1993 | 1993      | 1994—1995 | 1996—1998 | Евро-2000 | ЧМ-2002   | 2003      | 2004                   | 2005—2006 | 2007 |
| 2008—2009 | ЧМ-2010   | 2012—2013 | 2014      | 2016—2017 | 2018—2019 | 2020—2022 | 2022—2024 | 2024—н. в. · Евро-2024 |           |      |

#### Гостевая
| 1991—1992 | Евро-2000 | ЧМ-2002   | 2003      | 2004                   | 2005—2006 | 2007 | 2008 | ЧМ-2010 | 2012—2013 | 2014 |
| 2016—2017 | 2018—2019 | 2020—2022 | 2022—2024 | 2024—н. в. · Евро-2024 |           |      |      |         |           |      |

Источники:,

## Стиль игры
Для словенской сборной характерна игра «вторым номером», строящаяся от обороны. При этой тактике игроки навязывали противнику борьбу на каждом участке поля, сводя на нет почти любые атаки, но действуя при этом крайне агрессивно. Эта тактика позволила Словении в 2001 году в стыковых матчах пройти Румынию и попасть на чемпионат мира 2002 года. Однако эта тактика была чревата почти полным отсутствием созидательных действий, что было связано с использованием всего одного форварда.

## Текущий состав
Следующие игроки были вызваны в состав сборной главным тренером Матьяжем Кеком для участия в товарищеских матчах против сборных Армении (4 июня 2024) и Болгарии (8 июня 2024).
Игры и голы приведены по состоянию на 22 мая 2024 года:
|  | Вр  | Ян Облак             | 7 января 1993 (32 года)   | 64 | -53 | Атлетико Мадрид   |  |  |
|  | Вр  | Вид Белец            | 6 июня 1990 (35 лет)      | 20 | -23 | АПОЭЛ             |  |  |
|  | Вр  | Матевж Видовшек      | 30 октября 1999 (25 лет)  | 1  | -1  | Олимпия (Любляна) |  |  |
|  | Вр  | Игор Векич           | 6 мая 1998 (27 лет)       | 1  | -0  | Вайле             |  |  |
|  |     |                      |                           |    |     |                   |  |  |
|  | Защ | Петар Стоянович      | 7 октября 1995 (29 лет)   | 52 | 2   | Сампдория         |  |  |
|  | Защ | Яка Бийол            | 5 февраля 1999 (26 лет)   | 47 | 1   | Удинезе           |  |  |
|  | Защ | Миха Блажич          | 8 мая 1993 (32 года)      | 32 | 0   | Лех               |  |  |
|  | Защ | Юре Балковец         | 9 сентября 1994 (30 лет)  | 32 | 0   | Аланьяспор        |  |  |
|  | Защ | Жан Карничник        | 18 сентября 1994 (30 лет) | 26 | 1   | Целе              |  |  |
|  | Защ | Давид Брекало        | 3 декабря 1998 (26 лет)   | 12 | 1   | Орландо Сити      |  |  |
|  | Защ | Эрик Янжа            | 21 июня 1993 (32 года)    | 8  | 2   | Гурник (Забже)    |  |  |
|  | Защ | Ваня Дркушич         | 30 октября 1999 (25 лет)  | 6  | 0   | Сочи              |  |  |
|  | Защ | Жан Залетел          | 16 сентября 1999 (25 лет) | 1  | 0   | Виборг            |  |  |
|  |     |                      |                           |    |     |                   |  |  |
|  | ПЗ  | Ясмин Куртич         | 10 января 1989 (36 лет)   | 90 | 2   | Зюйдтироль        |  |  |
|  | ПЗ  | Беньямин Вербич      | 27 ноября 1993 (31 год)   | 58 | 6   | Панатинаикос      |  |  |
|  | ПЗ  | Миха Зайц            | 1 июля 1994 (31 год)      | 39 | 8   | Фенербахче        |  |  |
|  | ПЗ  | Санди Ловрич         | 28 марта 1998 (27 лет)    | 33 | 4   | Удинезе           |  |  |
|  | ПЗ  | Адам Гнезда-Черин    | 16 июля 1999 (26 лет)     | 29 | 4   | Панатинаикос      |  |  |
|  | ПЗ  | Йон Горенц-Станкович | 14 января 1996 (29 лет)   | 22 | 1   | Штурм             |  |  |
|  | ПЗ  | Тими Макс Элшник     | 29 апреля 1998 (27 лет)   | 13 | 1   | Олимпия (Любляна) |  |  |
|  | ПЗ  | Томи Хорват          | 24 марта 1999 (26 лет)    | 5  | 0   | Штурм             |  |  |
|  | ПЗ  | Адриан Зелькович     | 19 августа 2002 (22 года) | 1  | 0   | Спартак (Трнава)  |  |  |
|  | ПЗ  | Нино Жугель          | 23 мая 2000 (25 лет)      | 0  | 0   | Будё-Глимт        |  |  |
|  |     |                      |                           |    |     |                   |  |  |
|  | Нап | Йосип Иличич         | 29 января 1988 (37 лет)   | 79 | 16  | Марибор           |  |  |
|  | Нап | Андраж Шпорар        | 27 февраля 1994 (31 год)  | 51 | 11  | Панатинаикос      |  |  |
|  | Нап | Беньямин Шешко       | 31 мая 2003 (22 года)     | 28 | 11  | РБ Лейпциг        |  |  |
|  | Нап | Лука Захович         | 15 ноября 1995 (29 лет)   | 15 | 0   | Погонь (Щецин)    |  |  |
|  | Нап | Ян Млакар            | 23 октября 1998 (26 лет)  | 15 | 2   | Пиза              |  |  |
|  | Нап | Жан Целар            | 14 марта 1999 (26 лет)    | 9  | 0   | Лугано            |  |  |
|  | Нап | Жан Випотник         | 18 марта 2002 (23 года)   | 8  | 2   | Бордо             |  |  |